# Taphrina betulina
Taphrina betulina  (лат.) — вид грибов рода тафрина (Taphrina) отдела аскомицеты (Ascomycota), паразит берёзы (Betula), вызывает появление «ведьминых мётел».

## Описание
«Ведьмины мётлы» могут достигать размеров до двух метров, состоят из укороченных и тонких побегов. Листья на таких побегах выпукло-вогнутые, расширенные, весной желтоватые, позднее чернеют с краёв и засыхают. Иногда ведьмины мётлы не образуются, заболевание протекает только в виде бледно-жёлтой пятнистости листьев.
Мицелий межклеточный, зимует в почках, коре и древесине ветвей.
Сумчатый слой («гимений») восковидный, мучнистый, покрывает обе стороны листьев.
Аски размерами 25—90×10—25 мкм, цилиндрические с округлой или туповатой верхушкой. Базальные клетки (см. в статье Тафрина) 10—30×7—27 мкм, почти кубические, шире асков, иногда с крыловидными придатками. У образцов на берёзе пушистой базальные клетки более правильной формы, длиннее и у́же, чем у гриба, развивающегося на других видах.
Аскоспоры наблюдаются очень редко, размерами 4,5×6,5 мкм, быстро почкуются и аски заполняются шаровидными или эллипсоидальными бластоспорами размерами 3,6—6×2—4,5 мкм.
Аски созревают в июне.

## Распространение и хозяева
Taphrina betulina широко распространена в Евразии на Британских островах и от Центральной и Северной Европы до Дальнего Востока, преимущественно в северных и горных регионах, также известна в Гренландии. Впервые описана в Дании на берёзе пушистой (Betula pubescens), также отмечается на берёзе повислой (Betula pendula), золотистой (Betula ×aurata), промежуточной (Betula ×intermedia), карликовой (Betula nana), Максимовича (Betula maximowicziana).

## Близкие виды
- Taphrina betulicola известна только в Японии на берёзе Эрмана, отличается меньшими размерами асков и базальных клеток.
- Taphrina splendens, вероятно, является самостоятельным видом. Она не образует «ведьминых мётел» и отличается бо́льшими асками и базальными клетками, однако обладает большой изменчивостью в размерах спор и некоторыми исследователями считается синонимом Taphrina betulina.

Ранее считалось, что берёзу пушистую поражает отдельный вид Taphrina turgida, а название Taphrina betulina sensu stricto относили к паразиту берёзы повислой. Позднее выяснилось, что эти виды практически идентичны по морфологическим признакам и не проявляют чёткой специализации в выборе хозяина.
Выделялся также самостоятельный вид Taphrina lapponica, который предположительно является ранней стадией развития Taphrina betulina.

## Развитие болезни

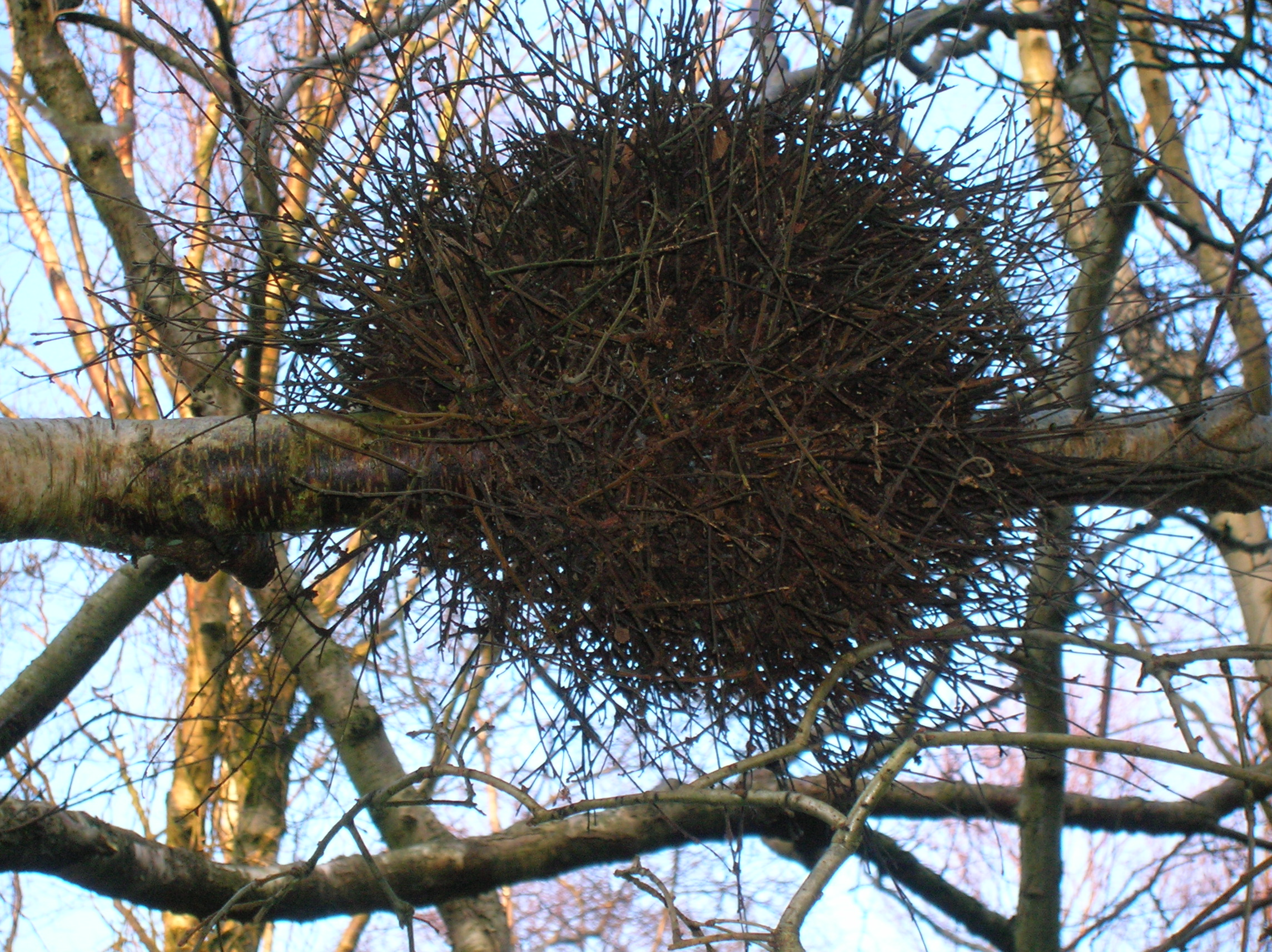
Taphrina betulina

Симптомы и развитие заболевания, вызываемого Taphrina betulina, подробно изучены и опубликованы в 1988 году К. Танакой, изучавшим болезнь у берёзы Максимовича.
В начале заболевания весной появляются выпуклые жёлтые пятна на листьях, затем они сливаются и покрывают весь лист. Поражённый побег утрачивает доминирование, ферменты гриба стимулируют рост пазушных почек, в результате чего междоузлия укорачиваются и образуется множество дочерних побегов. Добавочные побеги часто отмирают до конца сезона, а за три последующих года выживаемость таких побегов составляет 4 %. При заболевании наблюдается уменьшение интенсивности фотосинтеза и дыхания листьев, происходит отток питательных веществ к «ведьминым мётлам».
На одном дереве иногда появляется до 30 «ведьминых мётел», что сильно ослабляет растение, рост таких деревьев на 29—33 % меньше, чем здоровых.
Заражение осуществляется спорами, переносимыми ветром. Споры проникают через механические повреждения ветвей, которые могут быть очень незначительными — от насекомых, клещей или возникающими при соприкосновении ветвей друг с другом, затем мицелий переходит в новые побеги, листовые почки и листья. «Ведьмины мётлы» не приводят к гибели дерева, при большом их количестве только замедляется рост, уменьшается количество семян. Поражённые ветви более чувствительны к морозу, зимой часто обламываются из-за скопления снега.